# Hugues (évêque de Noyon et de Tournai)
Pour les articles homonymes, voir Hugues.
Hugues, mort le 2, le 3 ou le 4 mars 1044, est un ecclésiastique français, évêque de Noyon et de Tournai de 1030 à 1044.

## Biographie
Hugues est en même temps prévôt de Tournai et archidiacre de Cambrai quand il devient évêque de Noyon et de Tournai, après le 9 mai ou le 14 mai 1030, succédant à Hardouin après une assez longue vacance. 
Même si les clercs de Noyon et Tournai prêtent à Hugues dans une lettre de nombreuses vertus ecclésiastiques et affirment qu'ils ont demandé au roi Robert II le Pieux de l'installer sur le siège épiscopal de Noyon et Tournai, Hugues est plus probablement imposé à  la tête de cet évêché par le comte de Flandre Baudouin IV,,.
Évêque tournaisien plus que noyonnais, Hugues n'est pas très actif à Noyon, où il n'intervient que dans deux actes. 
Il agit beaucoup plus en Flandre, où il réunit à Audenarde une grande assemblée en 1030 pour proclamer la paix de Dieu, et réconcilier le futur comte de Flandre Baudouin V avec son père Baudouin IV. En 1039, Hugues approuve en tant qu'évêque la fondation de l'abbaye Saint-Christophe de Phalempin,. Ensuite, en 1040, il consacre l’autel de la crypte de l’église abbatiale de Saint-Amand, à Saint-Amand-les-Eaux. En 1041, Hugues et le comte de Flandre Baudouin V interviennent dans le conflit qui oppose l'évêque de Cambrai Gérard de Cambrai au châtelain Gauthier II d'Oisy,. 
Hugues meurt dans les premiers jours de mars 1044, le 2 mars, selon l'obituaire  de l’abbaye Saint-Bavon de Gand, le 3 mars selon l'obituaire de la cathédrale de Tournai ou le 4 mars selon l’obituaire de la cathédrale de Noyon. Sa carrière est presque entièrement tournaisienne,.